# Pekka Heikkinen (Schauspieler)
Pekka Heikkinen (* 3. September 1970 in Utajärvi) ist ein finnischer Schauspieler.

## Leben
Pekka Heikkinen ist seit Mitte der 1990er Jahre als Schauspieler tätig. Neben seiner Darstellung des Corporal Evert Rönkkö in dem von Olli Saarela inszenierten Kriegsfilm Ambush 1941 – Spähtrupp in die Hölle war er hauptsächlich in Fernsehserien wie Harvoin tarjolla und Harvoin tarjolla zu sehen. Seit einem Motorradunfall in Tampere im Jahre 1998, bei dem sich Heikkinen eine schwere Wirbelsäulenverletzungen zuzog, ist er hüftabwärts gelähmt und auf einen Rollstuhl angewiesen. Seine Rolle in der Fernsehserie Hovimäki wurde anschließend dahingehend umgeschrieben.

## Filmografie
- 1999: Ambush 1941 – Spähtrupp in die Hölle (Rukajärven tie)
- 1999–2000: Hovimäki (Fernsehserie, 22 Folgen)
- 2011: Seitsemän (Fernsehserie, 11 Folgen)
- 2007–2014: Taivaan tulet (Fernsehserie, 33 Folgen)
- 2008: Harvoin tarjolla (Fernsehserie, acht Folgen)